# Bias (Elektronik)
Als Bias ([ˈbaiəs], engl.) bezeichnet man in der elektronischen Schaltungstechnik eine konstante, einseitige Größe, wie eine elektrische Spannung oder elektrischen Strom, die gezielt dem elektrischen Signal überlagert wird.

## Erscheinungsformen
- Zur Einstellung eines gewünschten Arbeitspunktes eines Verstärkers wird ein Bias in Form eines Gleichstroms oder einer Gleichspannung dem Eingangssignal hinzugefügt.
- Bei manchen Verstärkertypen wie einem Operationsverstärker ist der Biasstrom der Eingangsruhestrom, der zusätzlich zum signal-bedingten Strom von jedem der Eingänge als Basis- oder Gatestrom aufgenommen werden muss, um die Eingangsstufe funktionsfähig zu machen.
- Bei Tonbandgeräten und Kassettenrekordern bezeichnet Bias eine Vormagnetisierung des Bandmaterials, die durch Überlagerung eines hochfrequenten Signals (60–200 kHz) bei der Aufnahme erreicht wird.